# Ilimpeïa
L'Ilimpeïa (en russe : Илимпея) est une rivière de Russie, longue de 611 kilomètres, affluent de la rive gauche de la Toungouska inférieure. Son cours se fait en intégralité sur le territoire du kraï de Krasnoïarsk (dans la partie qui constituait jusqu'en 2007 le district autonome des Evenks). Son bassin couvre une superficie de 17 400 km2. Elle prend sa source sur le plateau de Sibérie centrale, qu'elle traverse avant de rejoindre la Toungouska inférieure. Ses principaux affluents sont les rivières Oumnonga, Limptekan, Soungnoumo et Dyvengne.
Gelée de novembre à avril, les nombreux rapides de son parcours la rendent non navigable.